# Nomen conservandum
Nomen conservandum és una expressió llatina utilitzada en la nomenclatura taxonòmica, que significa nom conservat, en plural nomina conservanda, l'abreviació és nom. cons.. Es tracta d'un nom científic que posseeix una protecció nomenclatural perquè, si bé no respecta les normes establertes pels Codis Internacionals de Nomenclatura, es continua utilitzant. El procediment per a conservar noms botànics és diferent del dels noms zoològics. Sota el Codi botànic, els noms poden també ser "suprimits", nomen rejiciendum (plural nomina utique rejicienda, abreviat nom. rej.), o rebutjat en favor d'un nom conservat particular, i combinacions basades en un nom suprimit com nom. rej.

## En Botànica
Un nomen conservandum, malgrat no estar explícitament definit al Codi Internacional de Nomenclatura Botànica, és qualsevol nom d'un gènere, família o tàxon de rang intermedi que ha de ser adoptat com nom correcte malgrat que la seva acceptació no sigui correcta seguint les regles de nomenclatura.
El procediment de conservació té com a propòsit impedir canvis nomenclaturals desavantatjosos per l'aplicació estricta de les regles, en particular el principi de prioritat.
La conservació pot estar restringida a l'ortografia d'un nom, com per exemple Euonymus (no Evonymus), Guaiacum (no Guajacum), Hieronyma (no Hyeronima o Hieronima). No obstant, els exemples més típics són relatius a la conservació de noms molt utilitzats i gairebé tradicionals en la nomenclatura. Per exemple, el nom de qualsevol família de plantes s'ha de construir amb el nom del gènere tipus i el sufix "-aceae" (en llatí) o "-àcies" en català. Així, la família Poaceae perquè el gènere tipus és Poa i la família de les cols s'ha de dir Brassicaceae pel gènere tipus Brassica. No obstant, l'ús i el costum és el de denominar a la primera Gramineae i a la segona Cruciferae. Ambdós noms, aleshores, es fan servir com "nomen conservandum". A més de les dues mencionades, les famílies en les que, com a excepció, es permet l'ús del nom tradicional són (es menciona en primer lloc el nomen conservandum i entre parèntesis el nom adient segons les normes i després el gènere tipus):
- Palmae (Arecaceae tipus Areca L.)
- Leguminosae (Fabaceae tipus Faba Mill.)
- Guttiferae (Clusiaceae tipus Clusia L.)
- Umbelliferae (Apiaceae tipo Apium L.)
- Labiatae (Lamiaceae tipus Lamium L.)
- Compositae (Asteraceae tipus Àster L.)